# Бельтрами, Эудженио
Эудже́нио Бельтра́ми (итал. Eugenio Beltrami; 16 ноября 1835, Кремона — 18 февраля 1900, Рим) — итальянский математик, ученик Франческо Бриоски. Член Национальной Академии деи Линчеи (с 1873 года), Туринской и Болонской академий наук, член-корреспондент множества иностранных академий. За поддержку и развитие идей Н. И. Лобачевского получил звание почётного доктора Казанского университета.
Научное наследие Бельтрами чрезвычайно глубоко и обширно (более 140 публикаций). Наиболее известен своими работами по дифференциальной геометрии, основаниям геометрии и математической физике.
Нашёл наглядное доказательство непротиворечивости геометрии Лобачевского, что сыграло значительную роль в признании неевклидовой геометрии и облегчило в дальнейшем принятие новых идей в математике и физике.

## Биография
Родился в Кремоне в 1835 году (тогда этот город был частью Австрийской империи) в семье художника-кремонца Эудженио Бельтрами и венецианки Элизы Бароцци. Мать привила ему на всю жизнь любовь к музыке, укрепившуюся благодаря дружбе с композитором Амилькаре Понкьелли.
Учился математике в Павийском университете (1853—1856) у Франческо Бриоски, далее из-за финансовых трудностей ему пришлось приостановить учебу и устроиться на работу (секретарём в железнодорожной компании Ломбардия—Венеция).
В 1861 году почти все итальянские провинции объединились в Королевство Италии, несколько лет спустя Австрия была вынуждена уступить Италии Венецианскую область. Эти события оживили академическую среду в Италии, три четверти населения которой было неграмотно, причём большинство из них было занято в сельском хозяйстве.
Уже в 1862 году Бельтрами опубликовал свою первую статью, которая привлекла внимание итальянской математической общественности. На помощь Бельтрами пришёл его учитель Бриоски, к тому времени ставший  генеральным секретарём Министерства образования Италии. Бельтрами получил приглашение в Болонский университет в качестве экстраординарного профессора алгебры и аналитической геометрии. Для повышения квалификации он провёл несколько месяцев в астрономической обсерватории Скиапарелли в Брере (Милан).
Проведя полтора года в Болонье, Бельтрами принял кафедру геодезии в Пизанском университете, где преподавал ещё два года (1864—1866). В Пизе он подружился с Энрико Бетти и познакомился с Бернхардом Риманом, который провёл в Италии свои последние годы по состоянию здоровья. Во второй половине XIX века в Италии, под влиянием идей Гаусса и Римана, образовалась авторитетная и плодотворная геометрическая школа — кроме Эудженио Бельтрами и Энрико Бетти, в неё входили Луиджи Кремона, Грегорио Риччи-Курбастро, Туллио Леви-Чивита, Луиджи Бьянки, Дельфино Кодацци, Эрнесто Чезаро, Гвидо Фубини и другие.
В 1866 году Бельтрами вернулся в Болонью, где был назначен профессором механики. В 1868 году он опубликовал два трактата: «Опыт интерпретации неевклидовой геометрии» и «Основы теории пространств постоянной кривизны». Эти публикации, вскоре переведенные на французский и немецкий, сыграли решающую роль в обретении геометрией Лобачевского легального научного статуса.
После воссоединения Папской области с Италией (1871 год) он перешёл на ту же должность в Римском университете (1873—1876). В 1873 году принят в члены Национальной Академии деи Линчеи в Риме, с 1898 года, сменив Бриоски, он стал президентом этой Академии.
После трёх лет в Риме Бельтрами переехал в Павию (1876—1891), где занял кафедру математической физики. Затем Бельтрами вернулся в Рим и преподавал там до конца жизни. В 1899 году он стал сенатором Королевства Италии. Скончался в 1900 году.

## Научная деятельность
Исследования Бельтрами охватывают широкий спектр разделов математики. Он внёс существенный вклад в  дифференциальную геометрию, основания геометрии, математическую физику, математический анализ и общую алгебру. В начале своего научного творчества он занимался преимущественно геометрией, затем, после переезда в Рим (1871) — математической физикой. Историки отмечают в трудах Бельтрами неизменно ясный и элегантный стиль изложения.

### Основания геометрии
Наибольшее влияние для математики имело опубликованное Бельтрами доказательство непротиворечивости неевклидовой геометрии, похоронившее все надежды доказать «пятый постулат» Евклида. До работ Бельтрами среди учёных господствовало мнение о том, что в мире возможна (и реальна) лишь одна геометрия — евклидова. Публикации Лобачевского и Бойяи остались незамеченными, а Гаусс так и не решился обнародовать свои исследования на эту тему. Бельтрами убедительно показал, что у классической геометрии существует полноценная альтернатива. Вскоре этот факт стал общепризнанным и произвёл огромное впечатление на весь научный мир. Он также стимулировал переоценку многих устоявшихся стереотипов в математике и физике.
Бельтрами опубликовал трактаты «Опыт интерпретации неевклидовой геометрии»  (1868) и «Основы теории пространств постоянной кривизны» (1868—1869), В них он доказал, что внутренняя геометрия поверхностей постоянной отрицательной кривизны совпадает с геометрией Лобачевского. Другими словами, геометрия Лобачевского на плоскости локально реализуется на некоторой поверхности в трёхмерном пространстве, называемой псевдосферой или «поверхностью Бельтрами». Эта поверхность имеет постоянную отрицательную кривизну. Во второй из указанных статей Бельтрами распространил свою теорию на пространства постоянной кривизны произвольной размерности.
Бельтрами первым построил проективную модель («модель Бельтрами — Клейна») и конформно-евклидову модель геометрии Лобачевского. С этого момента геометрия Лобачевского получила общее признание. Модель Бельтрами — Клейна стала одним из первых примеров использовании интерпретации для доказательства непротиворечивости исследуемой теории.
Сам Бельтрами значение неевклидовой геометрии для науки оценил следующим образом.

В последнее время математический мир начал заниматься новыми идеями, которым, по-видимому, суждено в случае, если они восторжествуют, глубоко изменить все основы классической геометрии… Мы старались, насколько позволяли наши силы, дать себе отчёт о результатах, к которым приводит учение Лобачевского, и затем, следуя приёму, вполне, по нашему мнению, согласному с хорошими традициями научного исследования, мы попытались отыскать реальное основание для этого учения, прежде всего, чтобы признать этим самым необходимость нового порядка вещей и идей.

В дальнейшем Бельтрами исследовал возможность реального существования неевклидовой геометрии; например, он исследовал, как может быть модифицирован ньютоновский гравитационный потенциал (и некоторые другие физические понятия) в пространстве отрицательной кривизны — в частности, чтобы не возникал гравитационный парадокс:.

### Геометрия
Бельтрами исследовал общие свойства поверхностей минимальной площади, а также их обобщение — поверхности с постоянной средней кривизной. Получил важные результаты в области теории инвариантов дифференциальных квадратичных форм. В частности, в статье Ricerche di analisi application alla Geometria впервые приводится полное описание инвариантов изгибания поверхности, которые он называл «абсолютными функциями». Эта работа положила начало развитию топологии.
Показал, что любую линейчатую поверхность можно единственным образом изогнуть так, что произвольная линия на ней станет асимптотической (это утверждение известно как теорема Бельтрами).
Доказал теорему Бельтрами — Эннепера — свойство асимптотических линий поверхностей отрицательной кривизны.
Участвовал в  разработке итальянской школой геометров основ тензорного анализа.

### Другие темы
Предложил (1864)  метод решения волнового уравнения с тремя пространственными переменными.
В 1873 году Бельтрами и (независимо, годом позже) Камиль Жордан обнаружили, что сингулярное разложение билинейной формы, представленное матрицей, образует полный набор инвариантов для билинейных форм.
Начиная с 1871 года, занимался исследованиями в теории аналитических функций и в проблемах механики. Изучал кинематику жидкости, теорию потенциала. Также работал над проблемами оптики, термодинамики, теории упругости, электромагнетизма. Его вклад в эти темы собран в четырёхтомном труде Opere Matematiche (1902—1920), опубликованном посмертно.
Благодаря работе Бельтрами 1889 года по истории неевклидовой геометрии пионерские работы Саккери стали широко известны и получили заслуженную оценку.

## Память
В честь учёного названы:
- астероид 15620 Бельтрами[итал.];
- модель Бельтрами — Клейна;
- поверхность Бельтрами (псевдосфера);
- оператор Лапласа — Бельтрами;
- теорема Бельтрами — Эннепера;
- уравнения Бельтрами (квазиконформность)[англ.][17];
- уравнения Бельтрами — Митчелла[итал.] в теории упругости.

## Награды
Орден Короны Италии

Орден Святых Маврикия и Лазаря

Савойский гражданский орден

## Избранные труды
- Riportare i punti di una superficie sopra un piano in modo che le linee geodetiche vengano rappresentate da linee rette, in Annali di matem. pura ed applicata, s. i VII (1865), pp. 185–204.
- Ricerche di analisi applicata alla geometria, pubblicate in varie riprese, in Giornale di matem. del Battaglini, II (1864), pp. 267–282, 297-306, 331-339, 355-375; III (1865), pp. 15–22, 33-41, 82-91, 228-240, 311-314.
- Sulle proprietà generali delle superfici di area minima, in Mem. d. Accad. d. scienze di Bologna, s. 2, VII (1867), pp. 412–481.
- Beltrami, Eugenio (1868). Saggio di interpretazione della geometria non-euclidea (PDF). Giornale di Mathematiche. 4: 285–315.
- Beltrami, Eugenio (1868). Teoria fondamentale degli spazii di curvatura costante. Annali di Matematica Pura ed Applicata. Series II. 2: 232–255. doi:10.1007/BF02419615.
- Sulla teoria delle linee geodetiche, in Rendic. d. R. Ist. lombardo, s. 2, I (1868), pp. 708–718.
- Sulla teoria generale dei parametri differenziali, in Mem. d. Acc. d. scienze di Bologna, s. 2, VIII (1868), pp. 551–590.
- Sulla teoria dell'induzione magnetica secondo Poisson :  [итал.]. — Bologna, 1884.
- Ricerche sulla cinematica dei fluidi, in Mem. d. Acc. d. scienze di Bologna, s. 3, I (1871), pp. 431–476; II (1872), pp. 381–437; III (1873), pp. 349–407; IV (1874), pp. 443–484.
- Formules fondamentales de cinématique dans les espaces de courbure constante, in Bulletin des sciences mathematiques et astronomiques, XI (1876), pp. 233–240.
- Ricerche  di geometria analitica, Mem. d. Acc. di scienze di Bologna, s. 3, X (1879), pp. 233–312

Четырёхтомный сборник трудов Бельтрами (посмертное издание Римского университета, в первом томе имеется биография Бельтрами):
- U. Hoepli. Opere matematiche di Eugenio Beltrami pubblicate per cura della Facoltà di scienze della r. Università di Roma. — Milano: Università di Roma, 1902—1920. — Т. I—IV..

### Русские переводы
- Бельтрами Э. Опыт интерпретации неевклидовой геометрии // Об основаниях геометрии : Сборник. — М.: ГИТТЛ, 1956. — С. 180—212.
- Бельтрами Э. Основы теории пространств постоянной кривизны // Об основаниях геометрии : Сборник. — М.: ГИТТЛ, 1956. — С. 342—365.